# بيتر سميث (دبلوماسي)
بيتر سميث (بالإنجليزية: Peter Smith)‏ هو دبلوماسي بريطاني، ولد في 15 مايو 1942.